# Асје (Лот)
Асје (фр. Assier) је насељено место у Француској у региону Миди Пирене, у департману Лот.
По подацима из 2011. године у општини је живело 677 становника, а густина насељености је износила 41,06 становника/km².

## Демографија
| 1962. | 1968. | 1975. | 1982. | 1990. | 2011. |
| ----- | ----- | ----- | ----- | ----- | ----- |
| 615   | 557   | 512   | 467   | 533   | 677   |